# گلگودیشکیس
گلگودیشکیس (به لاتین: Gelgaudiškis) در لیتوانی با جمعیت ۱٬۸۷۹ نفر است که در sudovia واقع شده‌است.